# Crazy Eyes (Poco)
| Recensione              | Giudizio |
| ----------------------- | -------- |
| AllMusic                | [ 4 ]    |
| Dizionario del Pop-Rock | [ 5 ]    |
| 24.000 dischi           | [ 6 ]    |
| DeBaser                 | [ 7 ]    |

Crazy Eyes è un album dei Poco, pubblicato dalla Epic Records nel settembre del 1973.
L'album si classificò al trentottesimo posto (22 settembre 1973) della classifica statunitense riservata agli album discografici di Billboard 200.

## Tracce
Lato A
1. Blue Water – 3:12 (Paul Cotton)
2. Fools Gold – 2:24 (Rusty Young)
3. Here We Go Again – 3:29 (Timothy B. Schmit)
4. Brass Buttons – 4:16 (Gram Parsons)
5. A Right Along – 4:45 (Paul Cotton)

Lato B
1. Crazy Eyes – 9:37 (Richie Furay)
2. Magnolia – 6:18 (J.J. Cale)
3. Let's Dance Tonight – 3:49 (Richie Furay)

## Formazione
- Richie Furay - chitarra, voce
- Paul Cotton - chitarra, voce
- Rusty Young - chitarra steel, chitarra, voce
- Timothy B. Schmit - basso, voce
- George Grantham - batteria, voce

Musicisti aggiunti
- Chris Hillman - mandolino
- Paul Harris - pianoforte
- Bob Ezrin - pianoforte, arrangiamento (brano: Crazy Eyes)
- Bill Graham - fiddle
- Joe Lala - percussioni
- Jimmy Collins - ruolo non specificato
- Charlie Upchurch - ruolo non specificato
- Dennis Jones - ruolo non specificato
- Ronald Perfit - ruolo non specificato
- Aynsley Dunbar - ruolo non specificato

Note aggiuntive
- Jack Richardson - produttore (per la Nimbus 9)
- Registrazioni effettuate al RCA Studio A di Hollywood (California)
- Brian Christian - ingegnere delle registrazioni
- Dennis Smith - tecnico di registrazione
- Doug Sax - mastering (effettuato al The Mastering Lab)
- Gary Burden - art direction e design album (per la R. Twerk)
- Tom Gundelfinger - fotografia copertina frontale album
- Henry Diltz - fotografia retrocopertina album
- Bob Ezrin e Alan MacMillan - arrangiamento (solo brano: Crazy Eyes)
- Ben McPeek - arrangiamento strumenti ad arco, arrangiamento strumenti a fiato (solo brano: Magnolia)[11]